# Joyeux Halloween, Scooby-Doo!
 (juillet 2020).
Si vous disposez d'ouvrages ou d'articles de référence ou si vous connaissez des sites web de qualité traitant du thème abordé ici, merci de compléter l'article en donnant les références utiles à sa vérifiabilité et en les liant à la section « Notes et références ».
Série
Scooby-Doo : Retour sur l'île aux zombies
(2019) Scooby-Doo et la Légende du Roi Arthur
(2021)
Pour plus de détails, voir Fiche technique et Distribution.
Joyeux Halloween, Scooby-Doo! (Happy Halloween, Scooby-Doo!) est un vidéofilm d'animation américain réalisé par Maxwell Atoms, sorti en 2020. Il s'agit du 34e long métrage de la franchise Scooby-Doo, détenue par Warner Bros.

## Synopsis
Halloween, avec sa traditionnelle quête de friandises, est évidemment le jour le plus attendu de l'année pour Sammy et Scooby, fervents amateurs de sucreries. Cependant, cette année, la célébration prend un tournant inattendu lorsque l'une des citrouilles de décoration se retrouve contaminée par une substance toxique verdâtre, donnant naissance à une cucurbitacée géante  provoquant le chaos en écrasant tout sur son passage. Crystal Cove et la célèbre parade d'Elvira, maîtresse des ténèbres, se retrouvent en péril. La seule lueur d'espoir repose sur Scooby-Doo et ses amis, qui doivent unir leurs forces pour sauver la ville de cette nouvelle menace.

## Fiche technique
- Titre : Joyeux Halloween, Scooby-Doo!
- Titre original : Happy Halloween, Scooby-Doo!
- Réalisateur : Maxwell Atoms
- Société de production : Warner Bros.
- Pays d'origine : États-Unis
- Langue : anglais
- Genre : Animation, aventure, comédie horrifique
- Durée : 82 minutes
- Dates de sortie : 2020

## Distribution

### Voix originales
- Frank Welker : Scooby-Doo, Fred Jones
- Grey DeLisle : Daphné Blake
- Matthew Lillard : Sammy Rogers
- Mindy Cohn : Véra Dinkley
- Dwight Schultz : Dr Jonathan Crane / L'Épouvantail
- Cassandra Peterson : Elvira, maîtresse des ténèbres

### Voix françaises
- Éric Missoffe : Sammy Rogers et Scooby-Doo
- Mathias Kozlowski : Fred Jones
- Caroline Pascal : Véra Dinkley
- Céline Melloul : Daphné Blake